# Вулканит (материал)
Вулкани́т — теплоизоляционный материал, изготавливающийся из асбеста, диатомита и извести.

## Свойства
Имеет плотность не превышающую 400 кг/м³, теплопроводность составляет менее 0,1 Вт/(м·К), может использоваться при температурах вплоть до 900 °C.

## Использование
Обычно применяется как покрытие на теплоизолируемых поверхностях. Для приготовления используют смесь 60 % диатомита, 20 % асбеста и такого же количества извести. Полученный состав разводят водой, получая тестообразную массу, которую наносят на требуемые конструкции. После испарения воды покрытие отвердевает.
В некоторых случаях из вулканита изготавливают отдельные изделия (плиты и пр.).